# Anna Maria Damigella
Anna Maria Damigella (Catania, 19 gennaio 1939 – Roma, 16 maggio 2025) è stata una critica d'arte, saggista e storica dell'arte italiana.
La sua attività di ricerca si è concentrata principalmente sull'arte in Italia tra la fine dell'Ottocento e l'inizio del Novecento, con particolare attenzione al Simbolismo, allo stile Liberty in Sicilia e a figure artistiche meno studiate in precedenza. Ha insegnato Storia dell'Arte nelle Accademie di Belle Arti di Catania, Firenze e Roma, pubblicando numerosi studi e monografie sulla storia dell'arte italiana.

## Biografia
Anna Maria Damigella nacque a Catania il 19 gennaio 1939. Compì gli studi primari e secondari presso il Collegio del Sacro Cuore di Catania. Proseguì la sua formazione con il corso di laurea in Lettere presso l'Università di Catania, dove si laureò nel 1962. Successivamente conseguì la specializzazione in Storia dell'Arte all'Università di Roma nella seconda metà degli anni Sessanta. Durante gli studi di specializzazione iniziò la sua attività didattica presso la Facoltà di Lettere dell'Università di Roma, dove collaborò alla preparazione di dispense per corsi di Storia dell'arte medievale tra il 1965 e il 1968, dedicati alla pittura e ai mosaici bizantini dell'XI secolo. In questo periodo si delinearono i suoi interessi per la storia dell'arte medievale, che avrebbero costituito uno dei suoi primi ambiti di studio.
La sua carriera accademica iniziò alla fine degli anni Sessanta, quando ella ottenne l'insegnamento di Storia dell'Arte presso l'Accademia di Belle Arti di Catania. Alla fine degli anni Settanta si trasferì all'Accademia di Belle Arti di Firenze, per poi passare, a metà degli anni Ottanta, all'Accademia di Belle Arti di Roma, dove insegnò fino agli anni Duemila.
Durante il suo periodo di insegnamento all'Accademia di Belle Arti di Roma, tenne corsi di Storia dell'Arte Contemporanea rivolti a studenti del triennio, quadriennio e biennio specialistico. Particolarmente significativo fu il suo corso dell'anno accademico 2008-2009, dedicato al Futurismo in occasione del centenario della pubblicazione del Manifesto del Futurismo (11 febbraio 1909). In questa occasione, la studiosa strutturò un programma articolato che analizzava sia il primo Futurismo (1909-1914), sia il suo sviluppo durante il Ventennio fascista, sia l'influenza del movimento sugli artisti del secondo Novecento. L'approccio didattico era caratterizzato da un'attenzione metodologica rigorosa e da un'impostazione critica che univa l'analisi storica all'approfondimento tematico.

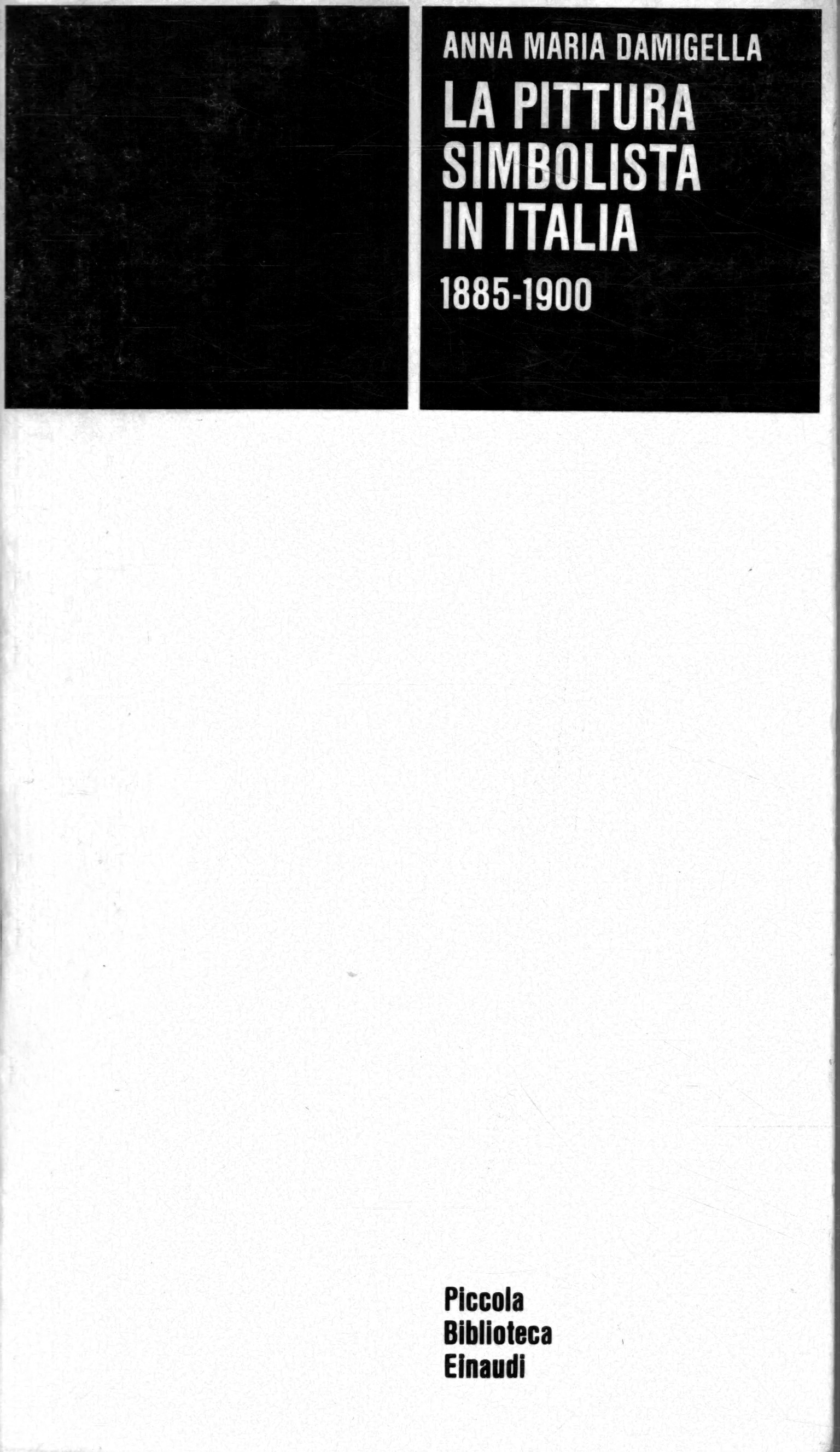
Copertina del libro

Durante la sua carriera collaborò con istituzioni culturali italiane, tra cui la Galleria Nazionale d'Arte Moderna di Roma, dove si occupò della schedatura delle collezioni, il Parlamento italiano, per cui curò mostre d'arte, e l'Accademia di Belle Arti di Roma, per pubblicazioni sulla storia dell'istituzione. Sviluppò collaborazioni accademiche che hanno prodotto opere di riferimento in ambito storico-artistico. Particolarmente rilevanti sono stati i lavori realizzati con Bruno Mantura e Mario Quesada per lo studio del patrimonio artistico del Quirinale, con Dario Durbé per l'analisi dell'arte a Roma tra 1870 e 1914, e con Gabriele Reggi per la ricerca sull'opera grafica e pittorica di Basilio Cascella. Collaborò con Bruno Mantura e Gian Maria Secco Suardo per il volume sugli artisti italiani in Terrasanta, e con vari altri studiosi in cataloghi di mostre e pubblicazioni collettanee. Queste scelte testimoniano la sua capacità di integrare la propria ricerca in progetti più ampi e di dialogare con diverse metodologie di studio.
Anche dopo il pensionamento proseguì la sua attività di ricerca. È deceduta a Roma il 16 maggio 2025.

## Ambiti di ricerca
Nel corso della sua carriera, Anna Maria Damigella ha sviluppato diversi ambiti di ricerca, spesso interconnessi tra loro:
- Il caso Sartorio: I suoi studi sui bozzetti e i cartoni preparatori di Sartorio per il Duomo di Messina, insieme al volume sul fregio della Camera dei Deputati, documentano l'ultima fase creativa dell'artista e il Liberty monumentale nel Mezzogiorno d'Italia.[2]
- Studio di figure meno note: Un aspetto ricorrente del suo lavoro è stato lo studio di artisti poco presenti nella storiografia tradizionale. Le sue monografie su Salvatore Grita, Duilio Cambellotti,[3] Saverio Fragapane, Pasquale Liotta[4] e altri analizzano figure e contesti regionali dell'arte italiana tra Ottocento e Novecento. Damigella ha contribuito al prestigioso Dizionario Biografico degli Italiani, pubblicato dall'Istituto dell'Enciclopedia Italiana, con voci dedicate a figure artistiche come Domenico Bruschi, Niccolò Berrettoni e Giovanni Battista Brughi. Questo lavoro riflette la sua competenza nella ricerca biografica su artisti italiani meno noti ma significativi per la storia dell'arte nazionale.
- Arte e società: Le sue ricerche hanno esaminato le relazioni tra produzione artistica e contesto sociale, come nel caso dei suoi studi su 'Idealismo e socialismo nella cultura figurativa romana del primo '900' e i suoi lavori sull'arte decorativa applicata all'industria.
- Arte e identità regionale: Un tema ricorrente delle sue pubblicazioni è il rapporto tra le correnti artistiche internazionali e le loro espressioni locali, con focus sulla Sicilia. I suoi studi sul Liberty siciliano,[5] su 'La Sicile illustrée' e su artisti come Saverio Fragapane esaminano le modalità di adattamento di modelli culturali in contesti regionali. Un filone significativo delle ricerche di Damigella riguarda l'architettura liberty a Catania, con particolare attenzione al contributo dell'architetto Tommaso Malerba. I suoi studi in questo ambito, pubblicati principalmente in volumi collettanei e saggi specialistici, hanno contribuito alla riscoperta e valorizzazione del patrimonio architettonico liberty siciliano, analizzando il passaggio dall'architettura eclettica allo stile liberty nelle opere pubbliche e private realizzate a Catania tra fine Ottocento e inizio Novecento. Questo lavoro si inserisce nella sua più ampia indagine sulle espressioni regionali dell'Art Nouveau in Italia.
- Dialogo tra le arti: Dalle prime pubblicazioni fino agli ultimi contributi su D'Annunzio, Damigella ha esaminato le relazioni tra diverse forme espressive, in particolare tra arti figurative, letteratura e teatro. I suoi studi su Luigi Capuana,[6] Gabriele D'Annunzio e i loro legami con il mondo artistico analizzano gli scambi interdisciplinari del periodo. Le sue ricerche in quest'ambito documentano le connessioni tra scrittori e artisti figurativi, esaminando gli influssi reciproci in campo letterario e artistico.

## Metodologia e studi
Il lavoro di Anna Maria Damigella è caratterizzato da un approccio filologico basato sulla ricerca documentaria. La sua metodologia si fondava sull'analisi di documenti di prima mano, provenienti da archivi pubblici, collezioni private e fondi familiari degli artisti oggetto dei suoi studi. Questo metodo ha portato alla ricostruzione di contesti artistici e biografici poco esplorati dalla storiografia precedente.
Tra i principali ambiti di ricerca di Damigella vi è lo studio del Liberty siciliano, un'area dell'Art Nouveau italiana esaminata nella sua monografia dedicata alla scuola d'arte applicata all'industria di Siracusa (1983), che analizza un capitolo del design e delle arti decorative nell'isola. Damigella ha inoltre condotto ricerche su personalità artistiche come Duilio Cambellotti (1876-1960), di cui ha curato una mostra grafica nel 1970, Salvatore Grita (1828-1912), Saverio Fragapane (1871-1957) e altri artisti che, pur attivi nella loro epoca, sono stati oggetto di minore attenzione nella storiografia artistica successiva.
Il suo interesse per il Simbolismo, è documentato dalla monografia 'La pittura simbolista in Italia: 1885-1900' (Einaudi, 1981), in cui analizza questo movimento nel contesto italiano, esaminandone le caratteristiche e i legami con le correnti europee contemporanee. La sua metodologia, basata sull'esame delle fonti primarie, si inserisce nel filone degli studi sul Liberty e dei movimenti simbolisti, con particolare attenzione ai rapporti fra arti figurative e letteratura. Damigella ha esteso le sue ricerche anche alle espressioni di questo movimento in ambito germanico. Nel suo saggio "Il simbolismo in Germania e in Austria", ha analizzato le peculiarità di queste declinazioni nazionali, evidenziando connessioni e differenze con il contesto italiano ed europeo. Questa prospettiva comparativa le ha permesso di inquadrare il simbolismo italiano in un più ampio scenario internazionale, identificando influenze reciproche e specificità locali.
I suoi campi di studio includono diversi ambiti, dall'arte medievale e bizantina, oggetto dei suoi primi studi accademici, fino alle ricerche sul rapporto tra letteratura e arti visive. Nei suoi studi sul Futurismo ha esaminato figure come Fausto Giorno e altri esponenti dei 'futurismi regionali'. La sua attività di ricerca ha incluso anche l'arte 'applicata' e la dimensione decorativa, come evidenziato dai suoi lavori sulla scuola d'arte di Siracusa, sul Pensionato Artistico Nazionale e sulle decorazioni di edifici pubblici. Questi studi hanno esplorato la circolazione di modelli e influenze tra 'arti maggiori' e 'arti minori' nel panorama artistico tra Ottocento e Novecento.
Alcune sue opere sono state tradotte in lingue straniere, come La Scuola di Barbizon, pubblicata in francese con il titolo "Ecole de Barbizon" (CELIV, 1989) e in tedesco come Corot und die schule von Barbizon (Fratelli Fabbri Editori, 1988). In Giappone, è stato pubblicato il suo studio sull'impressionismo fuori dalla Francia, Inshōha no gaka tachi: Furansu igai no inshōha (Tokyo, Heibonsha, 1974).

## Pubblicazioni postume
Negli ultimi anni della sua vita, Anna Maria Damigella ha sviluppato principalmente due linee di ricerca: le relazioni tra letteratura e arti visive, con focus su D'Annunzio e il suo rapporto con figure come Romaine Brooks e Ida Rubinstein; e lo studio di artisti meno noti, come Pasquale Liotta, Fausto Giorno e Carlo Fontana. Le sue ultime pubblicazioni, tra cui D'Annunzio e Romaine Brooks: i rapporti e i ritratti studi di carattere e Il Teatro francese di D'Annunzio, esaminano le relazioni tra diversi linguaggi artistici e le influenze reciproche tra esperienze visuali, teatrali e letterarie nei primi decenni del Novecento.
Al momento della sua scomparsa, Anna Maria Damigella aveva in corso ricerche in ambito storico-artistico. Il Centro Studi Ducezio ha curato la pubblicazione dei suoi scritti postumi, avendo già editato in precedenza alcuni suoi lavori su artisti siciliani e sui legami tra arte e letteratura. Tra le pubblicazioni postume figurano Giordano Bruno nel trittico di Giulio Bargellini Resurrezione (2022) e La Sicile illustrée (1904-1911). Orgoglio sicilianista e proiezione cosmopolita (2022). Altri scritti inediti sono in fase di preparazione presso il Centro Studi.

## Pubblicazioni principali
Di seguito sono elencate le principali pubblicazioni di Anna Maria Damigella, organizzate per ambiti tematici.

### Studi di arte medievale e bizantina
- "Storia dell'arte medievale: La pittura medievale campana 2.: I cicli musivi di Hosios Lukas, Chios e Dafni", Roma, La goliardica, 1966.
- "Storia dell'arte medievale: la decorazione musiva della chiesa di S. Sofia di Costantinopoli e i mosaici della chiesa di S. Sofia di Salonicco", Roma, Bulzoni, 1967.
- "Storia dell'arte medievale: mosaici e miniature bizantine dei secoli 9.-11.", Roma, La Goliardica, 1967.
- "Pittura veneta dell'11.-12. secolo: Aquileia, Concordia, Summaga", Roma, Bulzoni, 1969.

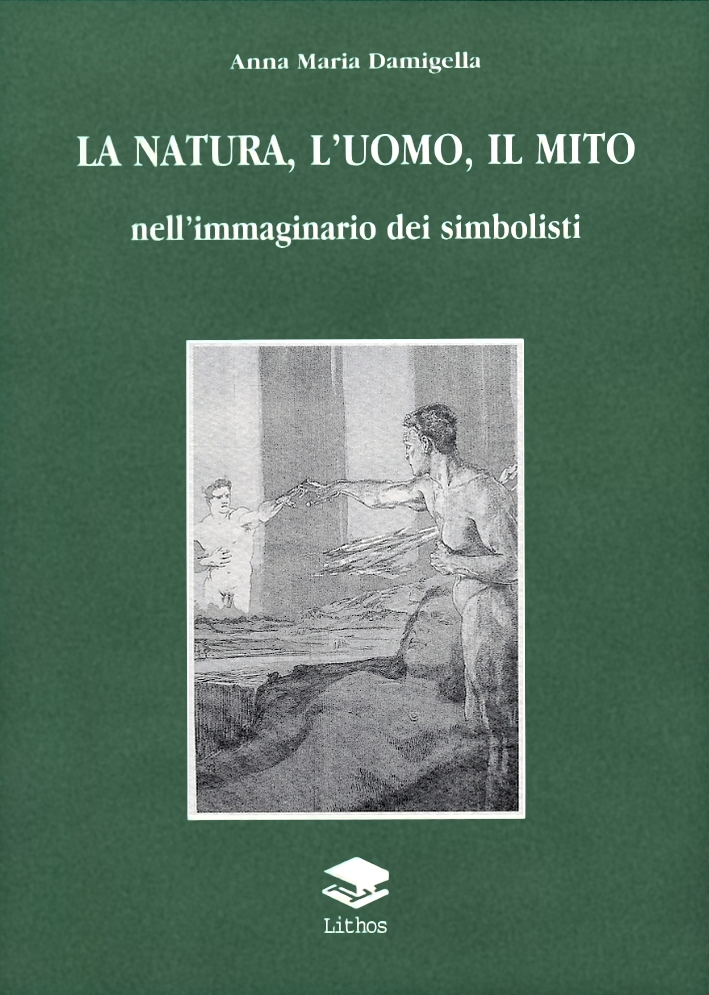
copertina del saggio

### Studi sui movimenti artistici
- "La formazione artistica di Delaunay e le origini del cubismo", in: Cronache di archeologia e di storia dell'arte, 1, pp. 97-106, Catania, Università di Catania, 1962.
- "L'impressionismo fuori di Francia", Milano, Fabbri, 1967, 100 p. : ill.
- "La Scuola di Barbizon", Milano, Fabbri, 1969, 100 p. : ill. Tr. Fr. "Ecole de Barbizon", Parigi, CELIV, 1989. 63! c. : ill. Tr. Tedesca "Corot und die schule von Barbizon", Mailand, Fratelli Fabbri Editori, 1988.
- "Inshōha no gaka tachi: Furansu igai no inshōha" [Gli artisti impressionisti: l'impressionismo fuori dalla Francia], 5-28, [64], 93-104 p. : ill. Shōwa 49, Tōkyō, Heibonsha, 1974.
- "Idealismo e socialismo nella cultura figurativa romana del primo '900: Duilio Cambellotti", in: Cronache di Archeologia e Storia dell'Arte, n. 8, 1969, pp. 119-173, [17] p. di tav. : ill.
- "Il futurismo: storia e analisi, 1909-1916", Catania, ITES, 1971 (corso tenuto all'Accademia di belle arti di Catania)
- (con Dario Durbé) "Aspetti dell'arte a Roma dal 1870 al 1914", Roma, De Luca, 1972.
- "La pittura simbolista in Italia: 1885-1900", Torino, Einaudi, 1981.
- "Futurismo: 1909-1918", Roma, Lithos, 1997. Corso tenuto all'Accademia di belle arti, Roma 1996-97. VI, 145 p., [8] c. di tav. : ill.
- "Messina e il Futurismo. 1.Jannelli parolibero e 'La Balza'; 2.Jannelli, Balla, Depero; 3.Giulio D'Anna", in: catalogo della mostra "Gli anni dimenticati. Pittori a Messina tra Otto e Novecento", Messina, Sicania, 1998, pp. 83-101.
- "Simbolismo", Roma, Lithos, 2000.
- "L'artista studente: i concorsi del Pensionato artistico nazionale di pittura, 1891-1939", Roma, SACS, 2002.
- "La natura, l'uomo, il mito nell'immaginario dei simbolisti", Roma, Lithos, 2004, IX, 230 p., [16] c. di tav. : ill. ISBN 88-86584-93-8.
- "La scultura del Pensionato Artistico Nazionale 1891-1940", Roma, Lithos, 2007. 274 p. : ill. ; ISBN 978-8889604359.

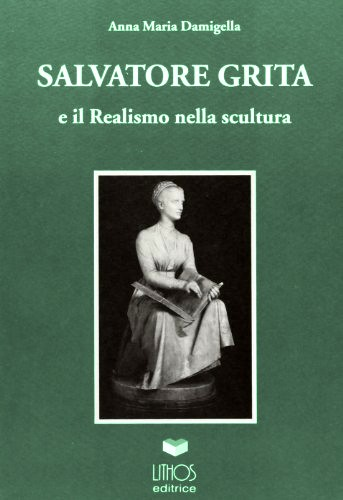
copertina del saggio

### Monografie di artisti e cataloghi di mostre
- "Il segno libero di Sciavarello", Milano, All'insegna del Pesce d'oro, 1976, 91 pp.
- "Galileo Chini: pittore e decoratore", Roma, De Luca, 1982.
- "L'immagine multipla della donna tra 800 e 900", Feltre, Archivio Proposta, 1982. Catalogo della Mostra tenuta a Belluno nel 1982. 67 p. : in gran parte ill..
- "Giulio Aristide Sartorio: figura e decorazione", Milano, FMR, 1989.
- "Gauguin a Tahiti", inserto redazionale allegato a: Art e dossier, n. 32 (feb. 1989), Firenze, Giunti, 1989.
- "Basilio Cascella e la \"Illustrazione abruzzese\" dal verismo al simbolismo", Pescara, Carsa, 1991. 118 p. : ill.. Coautore Gabriele Reggi.
- "L'opera grafica di Giovanni Martoglio", Palermo, Sellerio, 1991.
- "Nunzio Sciavarrello: opere dal 1938 al 1993", Milano, All'insegna del pesce d'oro, 1993.
- "Paul Gauguin. La vita e l'opera", Milano, Mondadori, 1997.[10]
- "Salvatore Grita (1828-1912) e il realismo nella scultura", Roma, Lithos, 1998.
- "Pellizza da Volpedo", Firenze, Giunti, 1999.
- "Saverio Fragapane (1871-1957): dallo storicismo romantico al Liberty", Lecce, Edizioni del Grifo, 2000.
- "Duilio Cambellotti: opere dall'Archivio", Milano, Mazzotta, 2003.
- "L'arte di Michele La Spina attraverso le opere delle collezioni pubbliche di Roma", in: Memorie e rendiconti, Accademia di scienze, lettere e belle arti Acireale, serie 5, vol. 10, Acireale, Galatea, 2011, pp. 7-62.
- "Domenico Umberto Diano (1887-1977): arte decorativa e scultura monumentale negli anni Venti e Trenta", Roma, Palombi, 2014.
- "Lo scultore Vincenzo Torre: caso unico di bistolfismo in Sicilia", in: Memorie e rendiconti dell'Accademia di scienze lettere e belle arti degli Zelanti e dei Dafnici di Acireale, s. 6 (2016), vol. 2, pp. 127-147.
- "Salvatore Buemi (1867-1916): la scultura dall'osservazione del vero alla sintesi ideale", Roma, De Luca editori d'arte, 2016.
- "Novità sul pittore Pasquale Liotta (1850-1909) lungo la rotta Napoli-Catania", Centro Studi Ducezio, 2019 (con nuova edizione 2023).
- "Giuseppe Barone pittore (1887-1956). 'La carta del lavoro' e alcune opere inedite", Quaderni del Centro Studi Ducezio, 2019.
- [a cura di Anna Maria Damigella] Corrado Guzzanti - Le diverse forme delle nubi spiegate colla fotografia, Centro Studi Ducezio, 2020.
- "Note on a rediscovered futurist graphic: Fausto Giorno", 2021.
- "Il mio Dante di Carlo Fontana", Centro Studi Ducezio, 2021.
- "Fausto Giorno meteora futurista da Lipari a Bologna (1927-1934)", Centro Studi Ducezio, 2021.
- "Giordano Bruno nel trittico di Giulio Bargellini Resurrezione (1911)", Centro Studi Ducezio, 2022.
- "La "Vita allo studio di Angelo Cives (1879-1953) e riflessioni collaterali", in: Medium, 2023. Trad. ingl. "Life in the studio of Angelo Cives (1879--1953) and related reflections", in: Medium, 2023.
- "Un dipinto di storia del Risorgimento di Luigi Galli: Pio IX e il conte Ponza di San Martino", in: Medium, 2025.

### Arte decorativa, architettura e spazi pubblici
- "Mostra grafica di Duilio Cambellotti (1876-1960)", Roma, De Luca, 1970.
- "Un modello di decorazione liberty: la scuola d'arte applicata all'industria di Siracusa negli anni 1883-1914", Roma, De Luca, 1983.
- "Il fregio di Sartorio", in: A.M. Damigella, F. Borsi, L. Scardino (a cura di), "L'aula di Montecitorio: Basile, Sartorio, Calandra, Ricci", Milano, 1986, pp. 27-85.
- "I bozzetti di Sartorio per il Duomo di Messina", Palermo, Sellerio, 1989.
- [a cura di Anna Maria Damigella, Bruno Mantura, Mario Quesada] "Il Patrimonio artistico del Quirinale: la quadreria e le sculture", vol. 1 e 2. Roma, Banca Nazionale del Lavoro - Editoriale Lavoro, 1991.
- [a cura di Anna Maria Damigella] "Il fregio di Giulio Aristide Sartorio per l'Aula di Palazzo Madama", Roma, Senato della Repubblica -- Servizio per il patrimonio storico-artistico, 1999.
- "Per una storia della scultura del Pensionato Artistico Nazionale", in: Studi Romani, Anno LII, nn. 1-2, gennaio-giugno 2004, 98 pp.
- "Nuovi ideali artistici e simbolici nel fregio di Sartorio", in: R. Miracco (a cura di), "Il fregio di Giulio Aristide Sartorio", Roma, Leonardo International, 2007, pp. 93-106.
- [a cura di Maurizio Berri e Marco Pagliara] "Il Palazzo Nuovo della Banca d'Italia", Roma, Centro Stampa della Banca d'Italia, 2008. Saggi critici su Giulio Bargellini e Arturo Dazzi di Anna Maria Damigella. 288 p. : ill..
- "Messina e Reggio asismiche: nuovo sistema di costruzione in beton armato e pietre artificiali", Monfalcone, Edizioni della laguna, 2008 (Tommaso Malerba; edizione a cura di Giuseppe Maria Pilo, Laura De Rossi, Flavia Casagrande; contributi di Anna Maria Damigella, Laura De Rossi, Erika Abramo. Mario Serio).
- "La Sala XVII Settembre nel Teatro Nuovo di Spoleto: realtà e idealità nelle decorazioni pittoriche di Giovanni Costantini: antefatto", in: Spoletium, rivista di arte, storia e cultura, n. 50-51, Spoleto, 2014.
- "Artisti italiani in Terrasanta: pittori, scultori e artigiani al lavoro nei santuari di Antonio Barluzzi, 1914-1955", Città del Vaticano, Edizioni Musei Vaticani, 2017 (a cura di Bruno Mantura con Anna Maria Damigella e Gian Maria Secco Suardo).
- "Giuseppe Renda e la scultura decorativa liberty. Un bronzo inedito: Ne me touchez pas! o Spring breeze?", in: Studi di Scultura, 2020.

### Relazioni tra letteratura, teatro e arti visive
- "Progetto Raymond Roussel: un percorso dal testo alla scena", Roma, Lithos, 2003 (contributi di Anna Maria Damigella e altri).
- "Luigi Capuana e le arti figurative", Milano, LED Edizioni Universitarie, 2012.
- "D'Annunzio e l'arte contemporanea europea", in: Archivio d'Annunzio, 7, 2020.
- "La Sicile illustrée (1904-1911). Orgoglio sicilianista e proiezione cosmopolita. Luigi Capuana, Masino Termine, Giuseppe Rondini, Salvatore Gregorietti e altri", Centro Studi Ducezio, 2022.
- "Presenza e memoria dello "zio scultore" Pasquale Sgandurra in Elio Vittorini", in: Medium, 2024.
- "D'Annunzio e Romaine Brooks: i rapporti e i ritratti 'studi di carattere'", in: Medium, 2025.
- "Il "Teatro francese" di D'Annunzio. Léon Bakst; Ida Rubinstein opera d'arte vivente", in: Medium, 2025.